# Мерлін (Орегон)
Мерлін (англ. Merlin) — переписна місцевість (CDP) в США, в окрузі Джозефін штату Орегон. Населення — 1690 осіб (2020).

## Географія
Мерлін розташований за координатами 42°31′5″ пн. ш. 123°25′48″ зх. д. / 42.51806° пн. ш. 123.43000° зх. д. (42.518049, -123.429997).  За даними Бюро перепису населення США в 2010 році переписна місцевість мала площу 11,07 км², з яких 11,05 км² — суходіл та 0,02 км² — водойми.

## Демографія
Згідно з переписом 2010 року, у переписній місцевості мешкало 1615 осіб у 686 домогосподарствах у складі 486 родин. Густота населення становила 146 осіб/км².  Було 741 помешкання (67/км²).
Расовий склад населення:
| - 93,3 % — білих - 1,6 % — корінних американців - 0,4 % — азіатів - 0,1 % — вихідців з тихоокеанських островів - 0,1 % — чорних або афроамериканців - 1,1 % — осіб інших рас |

До двох чи більше рас належало 3,4 %. Частка іспаномовних становила 5,2 % від усіх жителів.
За віковим діапазоном населення розподілялося таким чином: 17,5 % — особи молодші 18 років, 58,0 % — особи у віці 18—64 років, 24,5 % — особи у віці 65 років та старші. Медіана віку мешканця становила 51,8 року. На 100 осіб жіночої статі у переписній місцевості припадало 99,9 чоловіків;  на 100 жінок у віці від 18 років та старших — 96,9 чоловіків також старших 18 років.
Середній дохід на одне домашнє господарство  становив 50 973 долари США (медіана — 51 292), а середній дохід на одну сім'ю — 65 806 доларів (медіана — 61 250). Медіана доходів становила 38 588 доларів для чоловіків та 31 492 долари для жінок. За межею бідності перебувало 16,9 % осіб, у тому числі 16,9 % дітей у віці до 18 років та 5,7 % осіб у віці 65 років та старших.
Цивільне працевлаштоване населення становило 571 осіб. Основні галузі зайнятості: освіта, охорона здоров'я та соціальна допомога — 32,6 %, виробництво — 21,7 %, роздрібна торгівля — 10,3 %, транспорт — 8,6 %.